# Dawid Boois
Dawid Boois, né le 13 janvier 1952 est un politicien et éducateur namibien. 
Membre de la SWAPO, Boois est gouverneur de la région méridionale de Karas et membre de l'Assemblée nationale de 2000 à 2005. Aux élections régionales de 2010, il remporte la circonscription de Berseba (en) avec 1 225 voix. Il reste conseiller de Berseba après les élections régionales de 2015 qu'il remporte avec 1 774 voix. En tant qu'éducateur, il enseigne à l'école secondaire de la communauté œcuménique de Berseba.
Boois a été impliqué dans une controverse concernant les différentes factions de la direction traditionnelle du sous-groupe peopleHaiǀKhaua (Berseba Orlam) du peuple Nama. Il a soutenu un groupe contestant la légitimité de la réunification des clans rivaux Goliath et Isaak et a tenté de prolonger la scission de 50 ans du Berseba Orlam. Finalement, il a soutenu l'unité de la tribu en se réconciliant avec son ancien gouverneur, Stephanus Goliath, début 2011,.

## Intérêts commerciaux
Selon des documents de transparence publiés en 2003 alors que Boois était membre de l'Assemblée nationale, il détient 8 % des actions de la société Kaiseb Fishing. Il possède également plus de 15 000 actions dans le sud de la Namibie, ainsi que son compatriote Willem Konjore (en). Il possède également un restaurant et un hôtel dans la région de Karas.